# Fictio iuris
Fictio iuris är lägen när någon i rättsliga sammanhang antar att något som inte skett har skett eller att något som inte finns finns.